# برنا دآمیکو
برنا دآمیکو (به انگلیسی: Brenna D'Amico) (شیکاگو، ۲۸ سپتامبر ۲۰۰۰) یک بازیگر آمریکایی است. وی بیشتر برای ایفای نقش جین در مجموعه فیلم فرزندان ۱، ۲ و ۳، محصول شبکه دیزنی شناخته شده‌است. و همچنین به عنوان صداپیشه نقش جین در انیمیشن سریال فرزندان: دنیای شرور و فرزندان: مدرسه رازها حضور داشته‌است.

## اوایل زندگی
برنا دآمیکو در شیکاگو، ایلینوی متولد و بزرگ شده‌است. پدر او دیوید و مادرش شانون دآمیکو و یک خواهر به نام اوبری دارد. او در اوقات فراغت گیتار و پیانو می‌نوازد. این بازیگر دوره‌های آموزشی کارگاه‌های کارگردانی LA Casting شرکت نموده و بازیگری را از سال ۲۰۱۵ شروع کرد.

## زندگی خصوصی
در مورد زندگی خصوصی برنا دآمیکو اطلاعات زیادی در دست نیست، اما برخی شایعات و گفته‌های او مربوط به یک علاقه سابق بین او و کامرون بویس در سال ۲۰۱۶ است. با وجود آن که این دو نفر هیچ‌گاه رابطه خود را به صورت رسمی اعلام نکردند اما برنا دآمیکو بعد از مرگ ناگهانی کامرون بویس، ضربه بسیاری خورد و غم و اندوه او در مرگ کامرون در عکس اینستاگرام او که در ۸ ژوئیه ۲۰۱۹ منتشر شده بود، بسیار آشکار است. برنا از سال ۲۰۱۹ تا اکنون با کریستین ویزمن (بازیگر آمریکایی) در رابطه است.